# Dan W. Anderson
Daniel W. "Dan" Anderson (Minneapolis, Minnesota, 15 de febrero de 1943) es un exjugador de baloncesto estadounidense que disputó dos temporadas en la ABA. Con 2,08 metros de estatura, jugaba en la posición de pívot.

## Trayectoria deportiva

### Universidad
Jugó tres temporadas con los Auggies del Augsburg College, en las que anotó 2.052 puntos. Disputó en dos ocasiones el Torneo de la NAIA, y fue elegido todos los años como mejor jugador de la Minnesota Intercollegiate Athletic Conference.

### Profesional
Fue elegido en la octogésimo novena posición del Draft de la NBA de 1965 por Philadelphia 76ers, pero no fue hasta 1967 cuando fichó por los New Jersey Americans de la ABA, donde en su primera temporada, actuando como titular, fue uno de los más destacados de su equipo, promediando 14,7 puntos y 11,0 rebotes por partido, pero fue además el jugador que más faltas personales cometió de toda la liga, 329, 4,2 por partido.
Poco después de comenzada la temporada 1968-69 fue traspasado junto con Oliver Darden a los Kentucky Colonels a cambio de Manny Leaks y Randy Mahaffey, pero tras ocho partidos fue cortado, fichando por los Minnesota Pipers, con los que acabó la temporada promediando 9,0 puntos y 7,5 rebotes por partido.

## Estadísticas de su carrera en la ABA

### Temporada regular
| Temporada | Edad | Equipo               | Liga | P   | TIT | MIN  | TC  | TCA  | %TC  | 3P  | 3PA | %3P | TL  | TLA | %TL  | R.OF. | R.DEF. | REB  | ASIS | ROB | TAP | PER | FP  | PTS  |
| 1967-68   | 24   | New Jersey Americans | ABA  | 78  |     | 33.7 | 5.9 | 12.0 | .494 | 0.0 | 0.0 |     | 2.9 | 4.1 | .697 | 3.9   | 7.1    | 11.0 | 1.2  |     |     | 1.7 | 4.2 | 14.7 |
| 1968-69   | 25   | TOTAL                | ABA  | 62  |     | 22.6 | 3.5 | 7.8  | .455 | 0.0 | 0.0 |     | 1.9 | 2.4 | .792 | 3.0   | 4.4    | 7.4  | 1.1  |     |     | 1.3 | 2.8 | 9.0  |
| 1968-69   | 25   | New York Nets        | ABA  | 25  |     | 27.1 | 4.0 | 9.3  | .433 | 0.0 | 0.0 |     | 3.0 | 3.6 | .824 | 3.2   | 5.5    | 8.7  | 1.4  |     |     | 1.7 | 3.3 | 11.1 |
| 1968-69   | 25   | Kentucky Colonels    | ABA  | 8   |     | 11.8 | 0.9 | 2.8  | .318 | 0.0 | 0.0 |     | 0.8 | 1.0 | .750 | 1.0   | 2.1    | 3.1  | 0.8  |     |     | 1.0 | 2.4 | 2.5  |
| 1968-69   | 25   | Minnesota Pipers     | ABA  | 29  |     | 21.7 | 3.9 | 7.9  | .491 | 0.0 | 0.0 |     | 1.3 | 1.7 | .740 | 3.4   | 4.1    | 7.5  | 0.9  |     |     | 1.0 | 2.5 | 9.0  |
| Total     |      |                      | ABA  | 140 |     | 28.8 | 4.9 | 10.2 | .481 | 0.0 | 0.0 |     | 2.4 | 3.4 | .727 | 3.5   | 5.9    | 9.4  | 1.1  |     |     | 1.5 | 3.6 | 12.2 |

### Playoffs
| Temporada | Edad | Equipo           | Liga | P | TIT | MIN | TC  | TCA | %TC  | 3P  | 3PA | %3P | TL  | TLA | %TL  | R.OF. | R.DEF. | REB | ASIS | ROB | TAP | PER | FP  | PTS |
| 1968-69   | 25   | Minnesota Pipers | ABA  | 5 |     | 7.6 | 1.2 | 2.6 | .462 | 0.0 | 0.0 |     | 0.6 | 0.8 | .750 |       |        | 2.0 | 1.0  |     |     | 0.4 | 1.6 | 3.0 |
| Total     |      |                  | ABA  | 5 |     | 7.6 | 1.2 | 2.6 | .462 | 0.0 | 0.0 |     | 0.6 | 0.8 | .750 |       |        | 2.0 | 1.0  |     |     | 0.4 | 1.6 | 3.0 |